# Lago Nero
Lago Nero är en sjö i Schweiz. Den ligger i den sydöstra delen av landet, 100 km sydost om huvudstaden Bern. Lago Nero ligger 1 904 meter över havet.
I omgivningarna runt Lago Nero växer i huvudsak blandskog. Runt Lago Nero är det mycket glesbefolkat, med 5 invånare per kvadratkilometer.